# Рокфеллер, Уинтроп
Уи́нтроп О́лдрич Рокфе́ллер (англ. Winthrop Aldrich Rockefeller; 1 мая 1912, Нью-Йорк, — 22 февраля 1973, Палм-Спрингс) — американский государственный и политический деятель, предприниматель, филантроп и банкир. 37-й губернатор Арканзаса с 10 января 1967 по 12 января 1971 года. Сын американского филантропа Джона Рокфеллера-младшего, внук первого официального долларового миллиардера в истории человечества — Джона Дэвидсона Рокфеллера.

## Биография

### Ранние годы
Уинтроп Рокфеллер родился в Нью-Йорке в семье Джона Д. Рокфеллера-младшего и его жены, урождённой Эбби Грин Олдрич. Он принадлежал к третьему поколению Рокфеллеров и был пятым из шести детей (остальные — Эбигейл, Джон, Нельсон, Лоренс и Дэвид).
В 1931 году поступил в Йельский университет, но в 1934 году был отчислен оттуда за плохое поведение. Уинтроп перешёл в «Loomis Chaffee School» в Виндзоре, штат Коннектикут, — которую и закончил.
В начале 1941 года был зачислен рядовым в 77-ю пехотную дивизию, в которой дослужился до полковника и был награждён «Бронзовой звездой» с дубовыми ветвями и «Пурпурным сердцем» за отвагу, проявленную при атаке камикадзе на атакующий транспорт «Henrico» во время битвы за Окинаву. Портрет Рокфеллера был помещён в Зале славы пехотных офицеров в форте Беннинг, штат Джорджия.

### Первый брак
14 февраля 1948 года Рокфеллер женился в первый раз. Его невестой была Евуте Паулекюте Сирс, литовского происхождения, известная как Барбара «Бобо» Пол Сирс (также Ева Пол), дочь фермера и бывшая модель, танцовщица и киноактриса, ранее состоящая в браке с бостонским светским львом Ричардом Сирсом-младшим. Свадьба состоялась во Флориде, и гостей встречал хор, исполняющий спиричуэлс. Через семь месяцев после свадьбы родился их единственный ребёнок Уинтроп Пол, позднее вице-губернатор штата Арканзас.
Рокфеллеры стали жить раздельно в 1950-м, а развелись в 1954 году. Расторжение брака было бурным, в частности, Бобо сообщила об имеющейся у Уинтропа огромной коллекции порнографии. После разразившегося скандала Бобо заявила: «Я хочу, чтобы он страдал так же, как страдала я после того унижения, которому он подверг меня перед всем миром». В ходе раздела имущества она сохранила за собой родительскую ферму в Индиане, а также оспорила размер суммы, выделенной Уинтропом на воспитание сына, утверждая, что для наследника Рокфеллеров одного миллиона долларов недостаточно. «Рокфеллеры рождаются не для того, чтобы расти на ферме», — заявила Бобо и в итоге получила 2 миллиона наличными и 3,5 миллиона в трастовом фонде, созданном для поддержания достойного уровня жизни её и сына. Позднее она увлеклась Чарльзом У. Мэйпсом, занимающимся гостиничным бизнесом, но замуж так и не вышла, сказав однажды: «Я намерена оставаться миссис Рокфеллер до своего последнего дня».

### Переезд в Арканзас
В 1953 году Рокфеллер переехал в Арканзас и учредил компании Winrock Enterprises и Winrock Farms на вершине горы Пти-Жан возле города Моррилтона.
В 1955 году губернатор-демократ Орвал Юджин Фобус назначил Рокфеллера председателем Арканзасской комиссии по промышленному развитию (АКПР).
В 1956 году Рокфеллер женился во второй раз на Жанетт Эдрис Бэрреджер Бертли Макдоннел, родом из штата Вашингтон. Ранее она была замужем трижды — за футболистом, адвокатом и брокером, и имела двоих детей — Анну и Брюса.
Рокфеллер активно занимался благотворительностью и проектами по улучшению жизни населения штата. Он финансировал строительство школы моделей в Моррилтоне, а также внес большой вклад в открытие в Литл-Роке Центра изящных искусств. В 1964 году он основал на горе Пти-Жан Музей автомобилей, который после его смерти был включен в систему парков Арканзаса. Он также финансировал строительство медицинских учреждений в некоторых из беднейших округов штата и выплачивал ежегодные пособия колледжам и университетам штата.

### Политическая деятельность
В 1960 году Рокфеллер выделил средства для кандидата на пост губернатора, республиканца Генри М. Бритта, адвоката из Хот-Спрингс, столицы округа Гарленд. Бритт набрал 30 % голосов. В 1962 году Рокфеллер оказал поддержку Уиллису Рикеттсу, очередному представителю длинной череды неудачников-республиканцев, пытавшихся сесть на место Фобуса.
В 1964 году Рокфеллер ушел с поста председателя АКПР и провел свою первую губернаторскую кампанию. Кампания стала неудачной, но в её период Рокфеллер заложил основы будущего, энергично реорганизовав небольшое отделение республиканцев штата.
Когда в 1966 году Рокфеллер баллотировался на пост губернатора второй раз, лишь 11 % жителей штата считали себя сторонниками республиканцев. Но арканзасцы устали от Фобуса после 6 сроков и как от губернатора, и как от олицетворения демократов штата. Сложилось впечатление, что демократов больше устроят предложенные Рокфеллером реформы, чем очередная победа Фобуса. В итоге голоса республиканцев и демократов-реформаторов посадили Рокфеллера в кресло губернатора. Он стал первым арканзасским губернатором-республиканцем со времен Реконструкции.
2 декабря 1966 года Рокфеллер был помещен на обложку журнала «Тайм».

### Губернатор Арканзаса
Администрация Рокфеллера с энтузиазмом приступила к серии реформ, но столкнулась с враждебностью законодателей-демократов. Против Рокфеллера неоднократно делались выпады личного характера, а также массированно распускались слухи о его личной жизни.
Особый интерес Рокфеллер проявил к реформе пенитенциарной системы Арканзаса. Вскоре после своего избрания он получил шокирующий полицейский отчет об условиях содержания заключенных в тюрьмах штата. Он осудил «отсутствие праведного негодования» по поводу ситуации и назначил начальником департамента исправительных учреждений Тома Мертона, первого профессионального пенолога на этой должности. Мертон начал широкомасштабную кампанию по разоблачению застарелой коррупции в исправительных заведениях, и менее чем через год был уволен — вскрытые им факты серьёзно дискредитировали Арканзас в глазах американцев и были сочтены Рокфеллером ударом по престижу штата (в 1980 году был снят фильм «Брубэйкер», основой сюжета которого послужила деятельность Мертона).
Также Рокфеллер сосредоточился на улучшении ситуации в сфере образования. С этой целью выделялись средства на строительство новых учебных заведений, а также повышались оклады преподавателей.
В 1967 году Рокфеллер назначил агента ФБР Линна А. Дэвиса начальником полиции штата и приказал ему покончить с незаконными азартными играми в Хот-Спрингсе. Проведя несколько сенсационных рейдов против игорной мафии («Ассошиэйтед Пресс» назвало эти рейды главной арканзасской новостью года), через 128 дней Дэвис был вынужден уйти со своего поста по решению Верховного суда Арканзаса, выяснившего, что Дэвис не имеет необходимого для данной должности десятилетнего ценза оседлости. Рокфеллер попросил законодательное собрание штата изменить данное положение, чтобы дать Дэвису возможность работать дальше, но демократическое большинство заблокировало эту поправку.
На предвыборном съезде Республиканской партии в 1968 году Рокфеллер выдвинул свою кандидатуру на пост президента. Он получил в первом туре 18 голосов (все — от делегации Арканзаса) и выбыл из борьбы. Его брат Нельсон вышел во второй тур, получив 277 голосов, но занял по его итогам второе место.
В ноябре Рокфеллер был переизбран на пост губернатора, и первым его шагом стало решение повысить налог, отчисляемый в фонд дополнительных реформ. Законодатели развернули кампанию против повышения, Рокфеллер в ответ начал не менее активно агитировать за него. В конечном итоге эта дуэль завершилась поражением Рокфеллера, к чему общественность отнеслась равнодушно. Большую часть второго срока Рокфеллер потратил на борьбу с законодателями.
В то же время Рокфеллер успешно завершил межрасовую интеграцию школ Арканзаса, что было такой политической бомбой всего лишь несколько лет назад. Несмотря на оппозицию со стороны законодательной власти, им был создан Совет по межличностным отношениям.
В 1970 году стало известно, что у Рокфеллера имеется список лиц, способных организовать беспорядки в арканзасских колледжах и университетских городках. Этот факт привлек внимание демократической оппозиции — в частности, спикер законодательного собрания Хейс Мак-Клеркин заявлял, что в списке могут быть указаны имена и просто несогласных с политикой Рокфеллера.

### Конец эры Рокфеллера
Перед выборами 1970 года ожидалось, что кандидатом от Демократической партии вновь станет Орвал Фобус. Но на партийных выборах победил 45-летний Дейл Леон Бамперс из Чарльстона, предложивший свой план реформ. Харизма Бамперса и его новизна для избирателей оказались непреодолимым препятствием для Рокфеллера.
Последним своим актом Рокфеллер, давний противник смертной казни, смягчил приговоры всем приговоренным арканзасским судом к данной мере наказания и призвал губернаторов других штатов последовать его примеру.
В 1971 году Рокфеллер развелся с женой.
В начале 70-х Рокфеллер помог тогдашнему президенту компании Anheuser-Busch Августу «Гусси» Бушу-младшему разработать план застройки пустующих земель вблизи Вильямсбурга, штат Вирджиния. В результате на этом месте появились большой пивоваренный завод, парк развлечений Буш-Гарденс и офис-парк Маклоус, являющиеся крупнейшим источником работы для местного населения.
В 1972 году Рокфеллер убедил бывшего члена комитета по социальному обеспечению Лена Э. Блейлока выдвинуть себя в губернаторы от республиканцев. Однако Бамперс, выставивший свою кандидатуру на второй срок, победил Блейлока ещё увереннее, чем Рокфеллера два года назад. Также потерпел поражение поддержанный Рокфеллером кандидат в сенаторы Уэйн Х. Бэббит.
В сентябре того же года у Рокфеллера был обнаружен неоперабельный рак поджелудочной железы, с которым попытались справиться чудовищными дозами химиотерапии. Когда он вернулся в Арканзас, население было шокировано изможденностью и худобой этого ещё недавно здоровяка.
Рокфеллер умер 22 февраля 1973 года в Палм-Спрингсе. Его тело было кремировано, и прах был захоронен на ранчо Рокфеллера Уинрок-Фармс в арканзасском округе Пти-Жан.
Он оставил память о себе в виде многочисленных благотворительных организаций, стипендий, а также деятельности «Фонда Уинтропа Рокфеллера» и «Благотворительного треста Уинтропа Рокфеллера», направленной на развитие экономики, образования, расовой и социальной справедливости в Арканзасе.
Именем Рокфеллера назван построенный им в 1961 году совместно с университетом штата Нью-Мексико торговый центр «Уинрок» в Альбукерке.